# New Brighton Pier

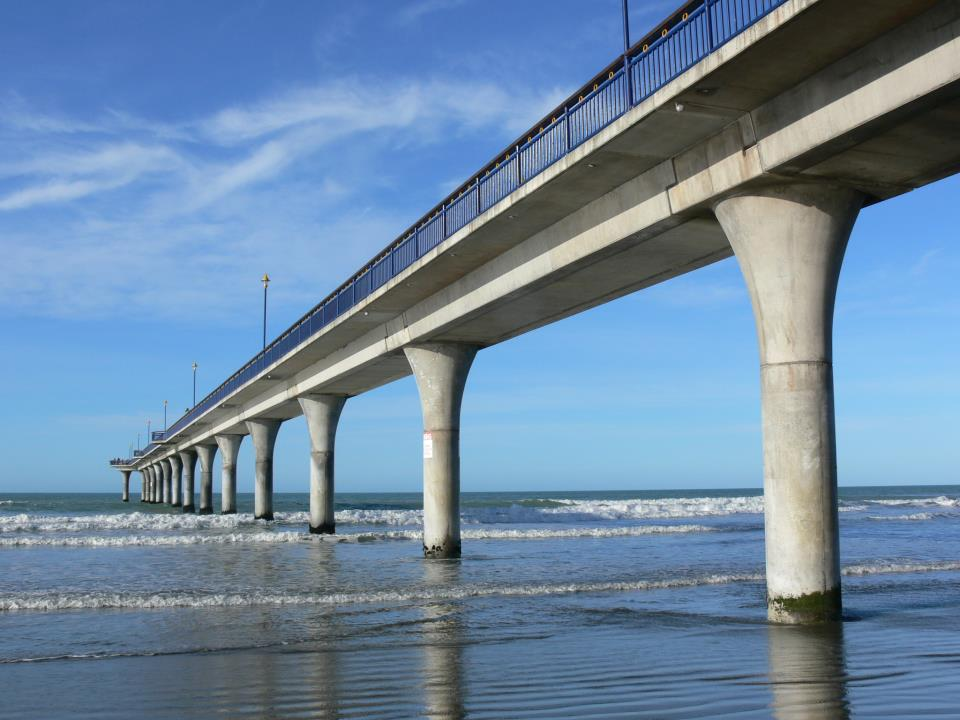
Der zweite New Brighton Pier

In New Brighton gab es zwei New Brighton Piers. Der erste Pier aus Holz wurde am 18. Januar 1894 eröffnet und am 12. Oktober 1965 abgerissen. Der aktuelle Pier wurde am 1. November 1997 eröffnet. Er ist eines der Wahrzeichen von Christchurch.

## Erster Pier

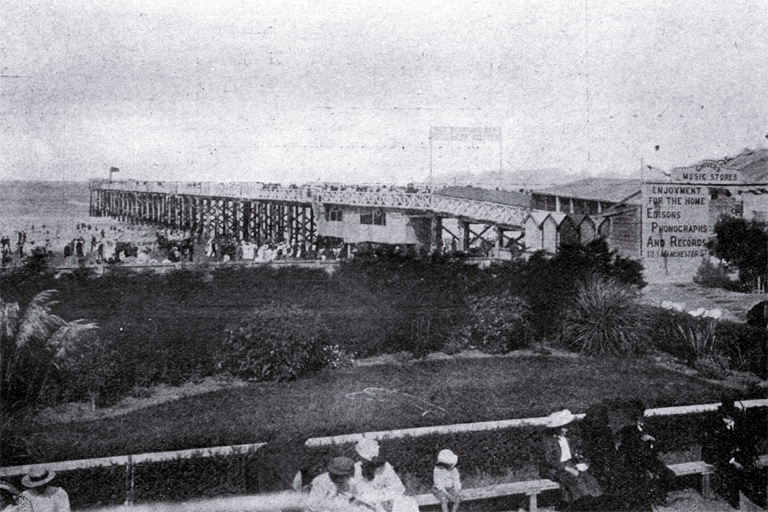
Pier im Jahr 1909

Der erste Pier wurde aus Holz gebaut. Mit den Bauarbeiten wurde 1891 begonnen. Er wurde am 18. Januar 1894 durch David Boyle, 7. Earl of Glasgow, dem Generalgouverneur von Neuseeland eröffnet. Außerdem waren bei der Eröffnung Walter Cooper, der Bürgermeister von Christchurch, J. R. Brunt, der Bürgermeister von Linwood sowie die beiden Mitglieder des Repräsentantenhauses George John Smith und William Whitehouse Collins anwesend. Während der Zeremonie begann es zu regnen, weshalb das geplante Feuerwerk verschoben werden musste. Der Pier wurde auf einer Länge von etwa 213 Metern errichtet. Es gab Pläne, ein oktogonales Ende mit einem großen Gebäude zu errichten, welche jedoch nicht umgesetzt wurden. Mit der Zeit verfiel der Pier, weshalb der Stadtrat seinen Abriss anordnete. Dieser wurde innerhalb von viereinhalb Stunden am Morgen des 12. Oktober 1965 bei zurückgehender Flut vorgenommen.

## Zweiter Pier
Bewohner von New Brighton sammelten 30 Jahre lang Spenden für den Bau eines neuen Piers. Die Pier and Foreshore Society, die sich bereits für den Erhalt des alten Piers eingesetzt hatte, unterstützte diese Kampagne. Nachdem zwei Millionen Neuseeland-Dollar gesammelt wurden, wurde das Projekt durch den Stadtrat unterstützt und ein neuer Pier aus Stahlbeton geplant. Der neue Pier wurde an der gleichen Stelle errichtet und am 1. November 1997 eröffnet. Er ist 300 Meter lang und somit einer der längsten Piers in Australasien. Der New Brighton Pier ist das Wahrzeichen von New Brighton und seit dem Christchurch-Erdbeben vom Februar 2011, das die ChristChurch Cathedral schwer beschädigte auch Wahrzeichen von Christchurch. Der Pier ist eine Touristenattraktion und Veranstaltungsort für Skate-Events und das jährliche Guy-Fawkes-Feuerwerk am 5. November. Der Pier wurde durch mehrere Erdbeben beschädigt, insbesondere durch das Christchurch-Erdbeben 2016. Ende 2016 wurde mit den 18-monatigen Reparaturarbeiten begonnen. Die Kosten lagen zwischen acht und neun Millionen Neuseeland-Dollar. 2018 wurde der New Brighton Pier wiedereröffnet.

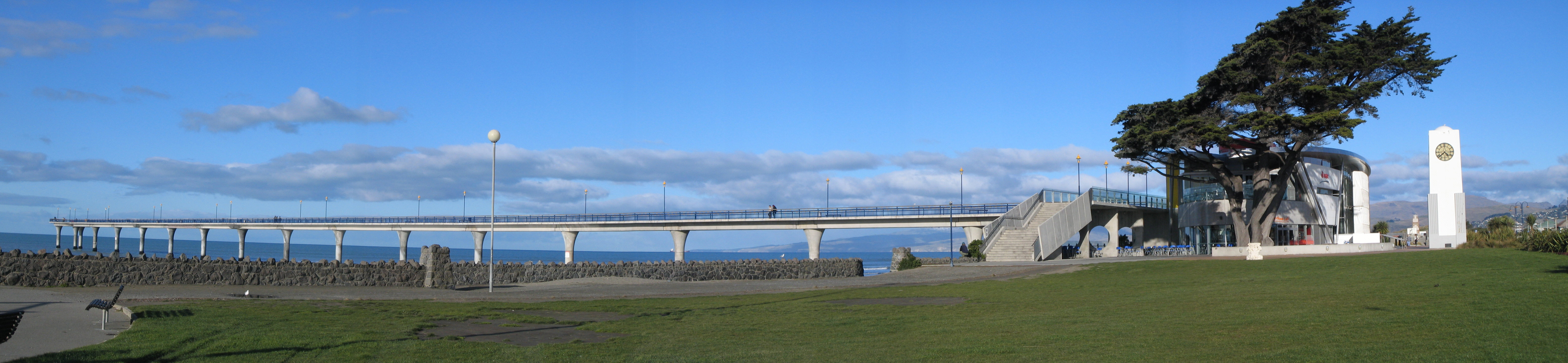
Panorama des Piers